# Пауша (Салаж)
Пауша (рум. Păușa) насеље је у Румунији у округу Салаж у општини Романаши. Oпштина се налази на надморској висини од 281 m.

## Становништво
Према подацима из 2002. године у насељу је живело 551 становника.

### Попис2002.
| Расподела становништва по националности 2002.‍ | Расподела становништва по националности 2002.‍ | Расподела становништва по националности 2002.‍ | Расподела становништва по националности 2002.‍ | Расподела становништва по националности 2002.‍ |
| --------------------------------------------- | --------------------------------------------- | --------------------------------------------- | --------------------------------------------- | --------------------------------------------- |
|                                               |                                               |                                               |                                               |                                               |
| Румуни                                        | Румуни                                        |                                               | 411                                           | 74,6%                                         |
| Роми                                          | Роми                                          |                                               | 140                                           | 25,4%                                         |